# Alan Haworth, Baron Haworth

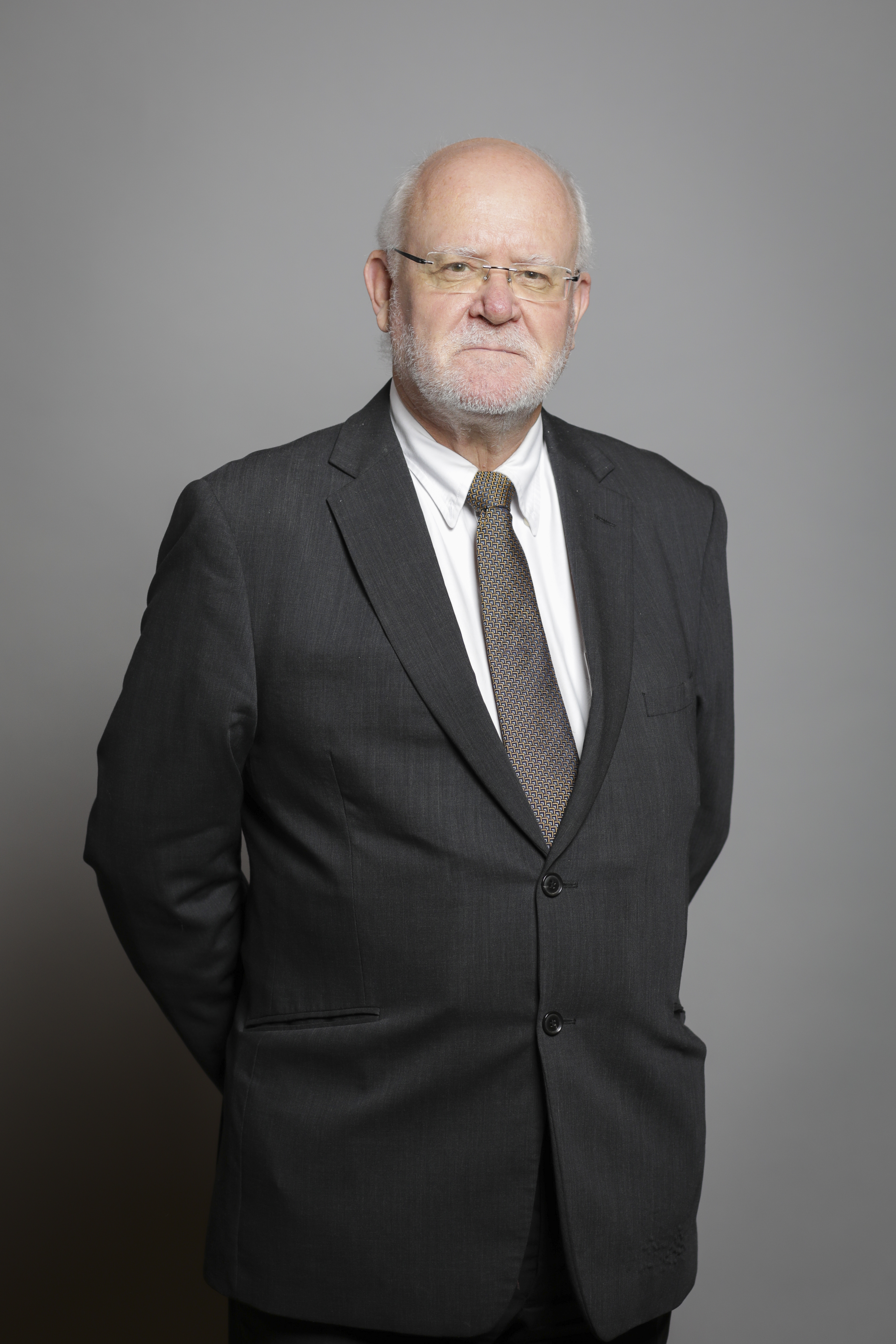
Alan Haworth, Baron Haworth (2019)

Alan Haworth, Baron Haworth (* 26. April 1948 in Blackburn; † 28. August 2023 in Island) war ein britischer Politiker der Labour Party und Peer. 

## Leben
Alan Haworth wuchs in Revidge einem Vorort  von Blackburn auf, wo seine Familie ein Lebensmittelgeschäft besaß, und erhielt seine Ausbildung an der St Silas School in Blackburn und der Blackburn Technical & Grammar School.
Er immatrikulierte sich an der University of St Andrews für ein Medizinstudium, verließ sie jedoch bereits nach einem Jahr. Anschließend studierte er Soziologie an der North East London Polytechnic (damals Barking Regional College of Technology), wo er 1971 seinen Abschluss machte. Anschließend arbeitete er von 1973 bis 1975 als Registrar an der Universität.
Haworth arbeitete ab 1974 für den Stab der Labour-Fraktion und war von 1992 bis 2004 deren Sekretär. 2004 wurde er als Baron Haworth, of Fisherfield in Ross and Cromarty, zum Life Peer erhoben.
Er ist der Verfasser von 113 Nachrufen ehemaliger Labour-Abgeordnete, die zum Teil 2003 im Buch Politico's Book of the Dead veröffentlicht wurden und ist Mitautor (gemeinsam mit Diane Hayter) von Men who Made Labour, Nachrufe auf die ersten 29 Labour-Abgeordneten der Parlamentswahl von 1906.
Im Dezember 2009 wurde Lord Haworth von einer Zeitung beschuldigt, 100.000 £ zu Unrecht als Spesen abgerechnet zu haben, da er als Hauptwohnsitz ein Cottage in Schottland angegeben habe. In der darauf folgenden Untersuchung wurde er vollkommen entlastet.

### Privates
Haworth heiratete 1991 Maggie Rae, eine Anwältin. Er starb am 28. August 2023 im Urlaub in Island an einem Herzinfarkt. Er war 75 Jahre alt. Der ehemalige Premierminister Tony Blair sagte: „...in all den Jahren, die ich Alan kannte, hat er nie in seinem Glauben an die Partei und seinem Engagement für sie nachgelassen. Er diente ihr mit Auszeichnung und wahrer und hingebungsvoller Loyalität.“